# Schmidtiana ochracea
Schmidtiana ochracea är en skalbaggsart som först beskrevs av Waterhouse 1878.  Schmidtiana ochracea ingår i släktet Schmidtiana och familjen långhorningar. Inga underarter finns listade i Catalogue of Life.